# Barbula semilimbata
Barbula semilimbata är en bladmossart som beskrevs av Hugh Neville Dixon och Alphonse Luisier 1937. Barbula semilimbata ingår i släktet neonmossor, och familjen Pottiaceae. Inga underarter finns listade i Catalogue of Life.